# Икушени (Ботошани)
Икушени (рум. Icușeni) насеље је у Румунији у округу Ботошани у општини Ворона. Oпштина се налази на надморској висини од 330 m.

## Становништво
Према подацима из 2002. године у насељу је живело 1353 становника, од којих су сви румунске националности.